# ニュー・ライフ: デディケーティッド・トゥ・マックス・ゴードン
『ニュー・ライフ: デディケーティッド・トゥ・マックス・ゴードン』（New Life: Dedicated to Max Gordon）は、サド・ジョーンズ / メル・ルイス・ジャズ・オーケストラのアルバムである。

## 収録曲
1. グリーティングズ・アンド・サルテーションズ - "Greetings and Salutations" - 8分49秒
2. ラブ・アンド・ハーモニー - "Love and Harmony" - 7分23秒
3. リトル・ラスカル・オン・ア・ロック - "Little Rascal on a Rock" - 6分17秒
4. フォーエバー・ラスティング - "Forever Lasting" - 5分50秒
5. ラブ・トゥ・ワン・イズ・ワン・トゥ・ラブ - "Love to One Is One to Love" - 4分7秒
6. サンキュー - "Thank You" - 6分10秒
7. チェリー・ジュース - "Cherry Juice" - 5分45秒

## 演奏メンバー
- サド・ジョーンズ - フリューゲルホルン（トラック2、3、4、5、6、7）
- メル・ルイス - ドラム
- ハーブ・ロヴェッレ (Herb Lovelle) - ドラム（トラック4、5）
- ローランド・ハナ (Roland Hanna) - ピアノ（トラック1、2、4、5、6）
- ウォルター・ノリス (Walter Norris) - ピアノ（トラック3、7）
- ジョージ・ムラーツ - ベース（トラック1、2、3、6、7）
- スティーヴ・ギルモア - アコースティックベース（トラック4、5）
- ラサン・ムファルメ (Rasan Mfalme) - エレキベース（トラック4）
- バリー・フィナーティー (Barry Finnerty) - エレキギター（トラック1）
- デヴィッド・スピノザ (David Spinozza) - エレキギター（トラック4）
- レオナルド・ギブス (Leonard Gibbs) - コンガ

- ジェリー・ダジォン (Jerry Dodgion) - アルトサックス、フルート、ソプラノサックス
- フランク・フォスター (Frank Foster) - テナーサックス、クラリネット（トラック1、2、3、6、7）
- ルー・マリーニ (Lou Marini) - クラリネット、フルート、テナーサックス（トラック1（イントロ）、4、5）
- グレッグ・ハーバート (Greg Herbert) - テナーサックス、フルート
- エド・ズィーキス (Ed Xiques) - ソプラノサックス、アルトサックス、フルート、クラリネット
- ペッパー・アダムス (Pepper Adams) - バリトンサックス

- アル・ポルチーノ (Al Porcino) - トランペット（トラック1、2、3、6、7）
- ジョン・ファディス (Jon Faddis) - トランペット（トラック4、5）
- ルー・ソロフ (Lew Soloff) - トランペット（トラック4、5）
- ウェイモン・リード (Waymon Reed) - トランペット（トラック1、2、3、6、7）
- スティーヴ・ファータド (Steve Furtado) - トランペット（トラック4、5）
- シンクレア・エイシー (Sinclair Acey) - トランペット（トラック1、2、3、6、7）
- ジム・ボッシー (Jim Bossy) - トランペット（トラック4、5）
- セシル・ブリッジウォーター (Cecil Bridgewater) - トランペット

- ビリー・キャンベル (Billy Campbell) - トロンボーン
- ジャニス・ロビンソン (Janice Robinson) - トロンボーン
- アール・マッキンタイアー (Earl McIntyre) - バストロンボーン（トラック1、2、3、6、7）、トロンボーン（トラック4、5）
- ジョン・モスカ - トロンボーン（トラック1、2、3、6、7）
- デイヴ・テイラー (Dave Taylor) - バストロンボーン（トラック4、5）

- ジム・バフィントン (Jim Buffington) - ホルン（トラック1、4、5）
- レイ・アランジ (Ray Alonge) - ホルン（トラック1、4、5）
- ピーター・ゴードン (Peter Gordon) - ホルン（トラック1、4、5）
- アール・チェイピン (Earl Chapin) - ホルン（トラック4、5）
- ジュリアス・ワトキンス (Julius Watkins) - ホルン（トラック1）
- ドン・バターフィールド (Don Butterfield) - チューバ（トラック4、5）